# Burgo Gorri
Burgo Gorri es el nombre de una variedad cultivar de manzano (Malus domestica). Esta manzana está cultivada en diversos viveros entre ellos algunos dedicados a conservación de árboles frutales en peligro de desaparición. La manzana 'Burni Makatza' es originaria de Vizcaya, y actualmente se cultiva debido a su sabor dulce pero insípido para manzana de cocina, y muy apreciada en la elaboración de sidra.

## Sinónimos
- "Manzana Burgo",
- "Manzana Burgo Gorri",
- "Burgo Gorri Sagarra",[6][7]
- "Motriku sagarra" (Aunque existe otra variedad menos colorada y de sabor amargo-soso llamada con el mismo nombre).

## Historia
'Burgo Gorri' es una variedad de manzana cultivada en el País Vasco, está considerada incluida en las variedades locales autóctonas muy antiguas, cuyo cultivo se centraba en comarcas muy definidas, en este caso es una de las manzanas sidreras que lleva el nombre del caserio "Burgo de Berriatua" (Vizcaya), también es conocida como "Motriku sagarra" (Aunque existe otra variedad menos colorada y de sabor amargo-soso llamada con el mismo nombre). Se caracterizaban por su buena adaptación a sus ecosistemas y podrían tener interés genético en virtud de su adaptación. Estas se podían clasificar en dos subgrupos: de mesa o de cocina, y de sidra (aunque algunas tenían aptitud mixta). Es muy apreciada en elaboraciones culinarias y muy importante en la elaboración de sidra en el país vasco por su sabor dulce.
'Burgo Gorri' es una variedad mixta, clasificada como muy buena en la elaboración de sidra, también se utiliza como manzana de cocina por su sabor dulce e insípido; difundido su cultivo en el pasado por los viveros comerciales y cuyo cultivo en la actualidad se ha reducido a huertos familiares. Variedad presente en Vizcaya y Guipúzcoa.

## Características
El manzano de la variedad 'Burgo Gorri' tiene un vigor alto, es árbol de mediana producción; florece a finales de abril.
La variedad de manzana Burgo Gorri tiene un fruto de tamaño mediano; forma cónica y muy asimétrica, más ancha por la base, presentando costillas pronunciadas y corona irregular con unos picos más altos que otros; piel gruesa, brillante; con color de fondo amarillento, siendo el color del sobre color rojo vivo, importancia del sobre color medio a alto, distribución del color en forma de estrías y chapa, con lenticelas pardas muy pequeñas (de ruginoso-"russetting"), siendo la  sensibilidad al ruginoso-"russetting" (pardeamiento áspero superficial que presentan algunas variedades) medio a débil; pedúnculo de tamaño corto, blando, anchura de la cavidad peduncular media, profundidad de la cavidad pedúncular profunda; cáliz pequeño y semicerrado, profundidad de la cav. calicina muy profunda, de anchura pequeña con plisamientos en la pared. 
Carne de color blanco, con textura no muy dura, esponjosa, no muy jugosa y buen aroma; el sabor característico de la variedad, dulce pero insípido; corazón de tamaño medio, desplazado. Eje abierto. Cavidades casi imperceptibles. Semillas aristadas, puntiagudas, de tamaño medio, color marrón claro uniforme.
La manzana 'Burgo Gorri' tiene una época de recolección tardía a principios de otoño, madura en octubre, de larga duración. Tiene uso mixto pues se usa como manzana de cocina, y también como manzana para la elaboración de sidra, como manzana sidrera es una variedad dulce muy apreciada.